# Miniopterus villiersi
Miniopterus villiersi — вид довгокрилів (Miniopterus), що проживає в таких країнах: Гвінея, Сьєрра-Леоне, Ліберія.

## Таксономічні примітки
Відділено від M. schreibersii.